# Käpfle

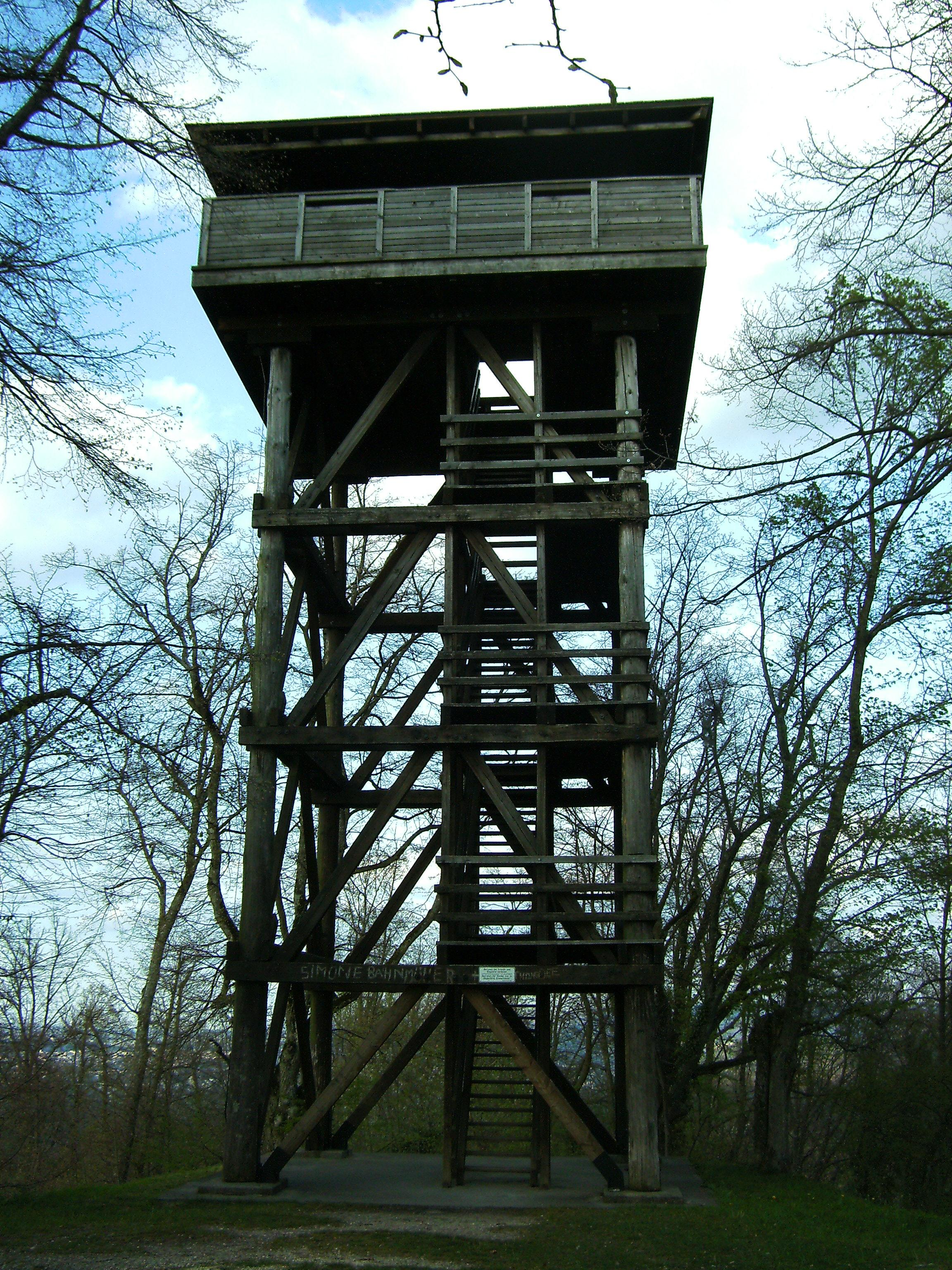
Aussichtsturm auf dem Käpfle

Das Käpfle ist ein 594,6 m ü. NHN hoher Berg nördlich des Reutlinger Ortsteils Bronnweiler in Baden-Württemberg.

## Geschichte
Bis 1073 befand sich auf dem Käpfle eine Burg, auf die die Bezeichnung „Alteburg“ des nördlich des Käpfles gelegenen Hofguts und der Gaststätte zurückgehen. Von der Burg selbst sind keine Reste vorhanden. 
Seit 1974 befindet sich auf dem Käpfle ein zwölf Meter hoher Aussichtsturm aus Holz, der ganzjährig geöffnet ist. Ab 2017 wurde der Turm für Reparaturen gesperrt. Einzelne Hölzer, die Aussichtsplattform und die Dachschindeleindeckung wurden erneuert. Die Geländer wurden den aktuellen Vorgaben angepasst. Seit Anfang April 2019 ist der Turm wieder geöffnet.

## Erreichbarkeit
Das Käpfle ist unter anderem über den Schwarzwald-Schwäbische-Alb-Allgäu-Weg zu Fuß erreichbar.